# Лунцюань
Лунцюа́нь (кит. упр. 龙泉, пиньинь Lóngquán, буквально: «драконовый источник») — городской уезд городского округа Лишуй провинции Чжэцзян (КНР).

## История
С незапамятных времён эти земли славятся своим производством мечей. Предания утверждают, что именно здесь жил и работал легендарный изготовитель мечей Оу Ецзы. Также эти места являются родиной такого типа керамики, как селадон.
Изначально здесь находилась волость Лунъюань (龙渊乡) уезда Сунъян. После того, как Ли Юань основал империю Тан, то из-за практики табу на имена, чтобы избежать употребления иероглифа, которым записывалось личное имя нового императора, он (означающий «бездна, пучина») был в 620 году заменён на иероглиф «цюань» («источник»), и волость стала называться «Лунцюань». В 759 году эти земли были выделены из уезда Сунъян и объединены с частью земель соседнего уезда Суйчан, образовав новый уезд Лунцюань (龙泉县).
Во времена империи Сун в 1121 году был выпущен императорский указ, требующий прекратить использование иероглифа «дракон» в названиях по всей империи, и поэтому уезд был переименован в Цзяньчуань (剑川县), однако при следующем императоре уезду было в 1131 году возвращено прежнее название. В 1197 году часть земель уезда была выделена в состав нового уезда Цинъюань.
Во времена империи Мин уезд Цинъюань был в 1370 году присоединён к уезду Лунцюань, но уже в 1380 году создан вновь.
После образования КНР в 1949 году был создан Специальный район Лишуй (丽水专区), и уезд вошёл в его состав. В 1952 году Специальный район Лишуй был расформирован, и уезд перешёл в состав Специального района Вэньчжоу (温州专区). В 1958 году был расформирован уезд Юньхэ, и часть его земель вошла в состав уезда Лунцюань, тогда же к уезду Лунцюань был присоединён уезд Цинъюань. В 1962 году был вновь создан уезд Юньхэ.
В 1963 году был воссоздан Специальный район Лишуй, и уезд вернулся в его состав.
В 1973 году был воссоздан уезд Цинъюань, а Специальный район Лишуй был переименован в Округ Лишуй (丽水地区).
В декабре 1990 года уезд Лунцюань был преобразован в городской уезд.
В 2000 году округ Лишуй был преобразован в городской округ.

## Административное деление
Городской уезд делится на 4 уличных комитета, 7 посёлков, 6 волостей и 1 национальную волость.

## Культура
Уезд знаменит производством зелёного фарфора.